# Чедомир
Чедомир — слов'янське чоловіче ім'я, походить від чедо (дитя) та мир (мир, світ).

## Відомі носії
- Чедомир Йованович (серб. Чедомир Јовановић / Čedomir Jovanović; нар. 13 квітня 1971, Белград) — сербський політик.

- Чедомир Стойкович (серб. Чедомир Стојковић / Čedomir Stojković; нар. 1982, Белград) — сербський юрист, активіст, політик, колишній директор Християнсько-демократичної партії Сербії, голова «Групи Жовтень» (з 2022 року). Виступає проти впливу РФ на Сербію і виступає за введення санкцій проти РФ.

- Чедомир Яневський (мак. Чедомир "Чеде" Јаневски; нар. 3 липня 1961, Скоп'є, СР Македонія) — югославський та македонський футболіст, виступав на позиції захисника, по завершенні кар'єри — футбольний тренер.